# Madlangempisi
Madlangempisi là một inkhundla của Eswatini, nằm ở vùng Hhohho. Vào năm 2007, dân số của nó là 16.972 người.